# شيخ قشلاق السفلي (قشلاق أهر)
شیخ قشلاق السفلی (بالفارسية: شیخ‌قشلاق سفلی) هي منطقة سكنية تقع في إيران في قسم قشلاق الریفي.